# Katona Barnabás
Katona Barnabás (Kisvárda, 1963. január 14.) kick-box nagymester, VI. dan, 2x-es világ-, 4x-es Európa- és 33x-os magyar bajnok. Budaörsi Kick-Box Sportegyesület alapítója, elnöke és vezetőedzője. 2018 óta magánedző is.

## Gyermekkora
Egyszerű munkáscsalád első fiaként született. Négyéves korában szülei elváltak, és nyolcéves korában Budaörsre költöztek. Általános iskola után elektronikai műszerész szakközépiskolában folytatta tanulmányait, később pedig a Testnevelési Egyetem szakedzői karán.

## Kick-box
Barnabás tizenöt évesen, egy Bruce Lee film megnézése után sótókan karatézni kezdett. Két évvel később Magyarországon megalakult a Kick-Box sportág all-style sportkarate néven. A sportág megalakulása után nevelő egyesületében a Hunyadi János sportegyesületben edzett, versenyzett. Már tizenkilenc évesen ifjúsági és felnőtt magyar bajnok volt. Húsz éves volt, mikor megrendeztek először és utoljára egy összetett magyar bajnokságot az akkori négy Magyarországon gyakorolható stílusban (sótókan karate, kjokusin karate, taekwondo és kick-box). Súlycsoportjában első lett. Olyan megszállottan edzett, hogy az első világbajnoksága előtt több alkalommal már nem csak gázálarcban futott a hegyre felfelé, de még a fogvédő használatával is nehezítette a légzését. Egy ilyen edzésén egy tüdőhólyagja kidurrant, ezért nem indulhatott a Londoni világbajnokságon. A következő évben az Európa-bajnokságon már érmet nyert.
1985-ben rendezték először Budapesten a világbajnokságot, ahol két bronzérmet szerzett. Ezt követően két világbajnoki aranyérmet, egy ezüstérmet és öt bronzérmet nyert. Európa-bajnokságon négy aranyérmet, két ezüstérmet és három bronzérmet szerzett. Öt világkupát és hat Európa-kupát nyert. Harmincháromszoros magyar bajnok volt. Több évig Guinness Rekordot tartott, azzal, hogy mind a három akkori szabályrendszerben (semi-contact, light-contact és full-contact) világ vagy Európa-bajnokságot nyert. A nemzetközi versenyzésből 1993 év végén vonult vissza az Egyesült Államokban rendezett világbajnokság után, ahol második lett. Ezt követően még két évig részt vett a magyar kick-box versenyeken, ahol veretlen maradt.
1991-ben még versenyzett, amikor elkezdett tanulni a Testnevelési Egyetem szakedzői karán. 1995-ben diplomázott le. 1996-tól a Magyar Kick-Box semi-contatct válogatott edzője lett. Később megválasztották a szövetség fegyelmi bizottság elnökévé. Évekkel később mindkét posztjáról lemondott és nemzetközi bíróként tevékenykedett tovább. Több amatőr és profi világbajnoki döntőben is bíráskodott. 2005-ben létrehozta Budaörsön a Hunyadi János Kick-Box Sportegyesület budaörsi csoportját. 2006-ban és 2007-ben stop-full-contact szabályrendszerben Kempo magyar bajnokságot nyert Esztergomban.
2010-ben akkori feleségével és négy elnökségi taggal megalapították a Budaörsi Kick-Box Sportegyesületet, amelynek jelenleg is elnöke és vezető edzője. 2018 óta családi háza edzőtermében magánedzéseket is tart.

## Teljesítmények részlete[3][10][12][13][14][15][16][17]

### Kick-box
| Dátum     | Szakág        | Esemény neve                     | Helyszín                    | Eredmény |
| --------- | ------------- | -------------------------------- | --------------------------- | -------- |
| 1993-11   | Semi-contact  | 9th WAKO World Championships     | Atlantic City, New Jersey   | Ezüst    |
| 1992      | Light-contact | Európa-bajnokság                 | Várna, Bulgária             | Bronz    |
| 1992      | Semi-contact  | Európa-bajnokság                 | Várna, Bulgária             | Bronz    |
| 1991-10   | Light-contact | 8th WAKO World Championships     | London, Anglia              | Arany    |
| 1991-10   | Semi-contact  | 8th WAKO World Championships     | London, Anglia              | Bronz    |
| 1990-11   | Semi-contact  | 10th WAKO European Championships | Madrid, Spanyolország       | Bronz    |
| 1990-01   | Light-contact | 7th WAKO World Championships     | Velence, Olaszország        | Arany    |
| 1988      | Semi-contact  | Európa-bajnokság                 | Velence, Olaszország        | Ezüst    |
| 1988      | Light-contact | Európa-bajnokság                 | Velence, Olaszország        | Bronz    |
| 1987-10   | Semi-contact  | 6th WAKO World Championships     | München, Nyugat Németország | Bronz    |
| 1986      | Full-contact  | Európa-bajnokság                 | Párizs, Franciaország       | Arany    |
| 1985-11-2 | Semi-contact  | 5th WAKO World Championships II  | Budapest, Magyarország      | Bronz    |
| 1985      | Semi-contact  | Európa-bajnokság                 | Madrid, Spanyolország       | Arany    |
| 1984      | Semi-contact  | Európa-bajnokság                 | Graz, Ausztria              | Bronz    |

### Kung-fu
| Dátum | Típus | Esemény neve     | Helyszín            | Eredmény |
| ----- | ----- | ---------------- | ------------------- | -------- |
| 1990  | Harc  | Európa-bajnokság | Lübeck, Németország | Arany    |

### Karate
| Dátum      | Típus | Esemény neve           | Helyszín             | Eredmény |
| ---------- | ----- | ---------------------- | -------------------- | -------- |
| 1991-11-30 | Harc  | Point Európa-bajnokság | Bergamo, Olaszország | Arany    |